# Василенко, Иван Михайлович
Иван Михайлович Василенко — советский хозяйственный, государственный и политический деятель, Герой Социалистического Труда.

## Биография
Иван Василенко родился в 1894 году в селе Покровка в Алтайском крае. Член ВКП(б) с 1920 года.
С 1906 года — на хозяйственной, общественной и политической работе. В 1906—1965 гг. — батрак у зажиточных селян, участник Первой Мировой и Гражданской войн, воевал политруком в Красной Армии, председатель Покровского сельского Совета Локтевского волисполкома, Змеиногорского райисполкома, директор Шипуновской, Топчихинской машинно-тракторных станций Топчихинского района Алтайского края.
Указом Президиума Верховного Совета СССР от присвоено звание Героя Социалистического Труда с вручением ордена Ленина и золотой медали «Серп и Молот».
Избирался депутатом Верховного Совета РСФСР 2-го, 3-го, 4-го созывов.
Умер в 1985 году в Московской области.